# Banegårdshal
En banegårdshal er en bygning med et stort tag over sporene på en jernbanestation.
I Skandinavien er banegårdshaller forholdsvis ualmindelige, men de findes på blandt andre Københavns Hovedbanegård, Fredericia Station, Bergen Station, Malmö centralstation og Århus Hovedbanegård. Oprindelig var der banegårdshaller på Stockholms og Göteborgs centralstationer, og Oslo Østbanestasjon men disse blev ombygget på grund af pladsmangel.

## Andre stationer med banegårdshaller

### Tyskland
- Berlin Alexanderplatz
- Berlin Friedrichstraße
- Berlin Hauptbahnhof (nybyggeri fra 2006)
- Berlin Ostbahnhof
- Berlin Zoologischer Garten
- Berlin-Spandau (tysklands længste på 440 meter)
- Frankfurt Hauptbahnhof (i Frankfurt am Main)
- Hamburg Hauptbahnhof
- Hamburg Dammtor
- Kiel Hauptbahnhof
- Lübeck Hauptbahnhof

### England

#### London
- Charing Cross
- Euston
- King's Cross
- Liverpool Street
- Paddington
- St Pancras
- Victoria
- Waterloo

#### Andre
- Liverpool Lime Street
- Manchester Piccadilly

### Schweiz
- Zürich Hauptbahnhof